# Хункар-Паша Исрапилов
Хункар-Паша Исрапилов (или Хункер-Паша) е чеченски военно-полеви командир, бригаден генерал.
Роден е в с. Алерой, Курчалоевски район, Чечено-Ингушка АССР 13 ноември 1967 г.
По време на Първата чеченска война (1994 – 1996) командва отряди на сепаратистите в източните райони на Чечня.
Исрапилов е сред водачите на рейда на чеченски бойни групи към град Кизляр в Дагестан, започнал на 9 януари 1996 година. Бойните групи атакуват руска вертолетна база, разположена край града, но вследствие от отпора на руските военни части чеченските бойци, начело на които са Исрапилов, Турпал-Али Атгериев и Салман Радуев, започват отстъпление и се укрепяват в местната болница, взимайки за заложници 3700 граждани и медицински персонал. Под прикритието на заложниците чеченските бойци се завръщат в Чечня.
Загива на 1 февруари 2000 година, попадайки на мина при форсиран преход през минно поле от Грозни към село Алхан-Кала.